# Hong Kong Rangers FC
Câu lạc bộ bóng đá Hong Kong Rangers (giản thể: 流浪足球会; phồn thể: 流浪足球會, thường gọi tắt là Rangers, đổi tên thành Tiêu chuẩn Rangers vì lý do tài trợ) , là một câu lạc bộ bóng đá Hồng Kông và thi đấu ở giải bóng đá hạng nhất Hồng Kông. Đội được đổi tên là Kim Phong. (tiếng Trung: 金峰科技) trong năm 2011. Họ đã giành được chức vô địch giải bóng đá hạng nhất Hồng Kông một lần, Senior Challenge Shield 4 lần, FA Cup hai lần.

## Lịch sử
Câu lạc bộ được thành lập năm 1958 bởi một người Scotland ở Glasgow tên là Ian John Petrie. Ông đặt tên cho câu lạc bộ của mình là Rangers FC. Đây là câu lạc bộ bóng đá châu Á đầu tiên với một hệ thống quản lý câu lạc bộ bóng đá hiện đại. Trong những ngày đầu, câu lạc bộ không thể cạnh tranh với các câu lạc bộ lớn hơn về tài chính. Vì vậy, Petrie dựa vào các cầu thủ trẻ và đội bóng được biết đến như một nơi sinh sản cho các cầu thủ trẻ. Quách Gia Minh là cầu thủ nổi tiếng nhất được Petrie phát hiện trong những năm 1960. Năm 1970, câu lạc bộ mang ba cầu thủ chuyên nghiệp người Scotland đến Hồng Kông. Họ là những cầu thủ chuyên nghiệp châu Âu đầu tiên thi đấu ở Hồng Kông, mở ra một chương mới trong lịch sử bóng đá của Hồng Kông. Cầu thủ vĩ đại như Ian Taylor, Joe Brennan,Jimmy Liddell, và Derek Currie là một số cầu thủ đó. Trong những năm 1980, những cầu thủ vĩ đại của Scottland là Steve Paterson, Jimmy Bone và Tommy Nolan.

### Hiện nay
Kể từ 12 Tháng Mười năm 2001, câu lạc bộ đã được đặt tên sau khi nhà tài trợ của mình, Buler, đổi tên thành "Buler Rangers" cho đến mùa hè năm 2006. Ngày 15 tháng 9 năm 2007, câu lạc bộ thông báo rằng họ đã bảo đảm một tài trợ lớn từ Bulova, một nhãn hiệu đồng hồ mà được sử dụng để tài trợ cho một đội bóng đá nổi tiếng trước đây, và sử dụng tên "Bulova Rangers" như tên đội bóng.
Năm 2011, đội bóng đổi tên là Kim Phong. Họ đã vô địch của giải bóng đá hạng nhì Hồng Kông 2011-12 và đã lên hạng tại giải bóng đá hạng nhất Hồng Kông.
Trong thập kỷ qua, chính sách của Rangers trong đầu tư thanh niên đã được đền đáp và đã đạt được các câu lạc bộ nổi tiếng là một trường tuyệt vời cho các cầu thủ trẻ. Học viện thanh thiếu niên Rangers đã sản xuất nhiều cầu thủ trẻ tốt nhất của Hồng Kông. Mặc dù nhiều người đã được ký hợp đồng với câu lạc bộ lớn hơn kể từ đó, một số người đã chọn ở lại với câu lạc bộ họ trưởng thành. Lò đào tạo trẻ của Ranger đã rất thành công đó là phổ biến để xem Rangers cung cấp số lượng lớn của các đội thanh niên quốc tế cấp tuổi của Hồng Kông bao gồm cấp độ U-15, U-17, U-19 và U-21.
Từ năm 2012, đội lấy lại tên cũ Hong Kong Rangers.

## Mùa giải
| Mùa giải | Tên đội        | League | Pos. | Pl. | W  | D | L | GS | GA | P  | Senior Shield | FA Cup  | League Cup | Junior Shield | Notes      |
| -------- | -------------- | ------ | ---- | --- | -- | - | - | -- | -- | -- | ------------- | ------- | ---------- | ------------- | ---------- |
| 2005–06  | Buler Rangers  | D1     | 3    | 14  | 7  | 3 | 4 | 24 | 19 | 24 | Vòng 1        | Vòng 1  | Vòng bảng  | —             |            |
| 2006–07  | Rangers        | D1     | 4    | 18  | 7  | 7 | 4 | 23 | 19 | 28 | Vòng 1        | Bán kết | Vòng bảng  | —             |            |
| 2007–08  | Bulova Rangers | D1     | 10   | 18  | 2  | 9 | 7 | 19 | 35 | 15 | Tứ kết        | Tứ kết  | Vòng bảng  | —             | Xuống hạng |
| 2008–09  | Rangers        | D2     | 6    | 18  | 6  | 5 | 7 | 32 | 32 | 23 | —             | —       | —          | Vòng 1        |            |
| 2009–10  | Ongood         | D2     | 4    | 16  | 10 | 1 | 5 | 49 | 31 | 31 | —             | —       | —          | —             |            |
| 2010–11  | Tiêu chuẩn     | D2     | 7    | 22  | 9  | 4 | 9 | 37 | 38 | 31 | —             | —       | —          | Vòng 3        |            |
| 2011–12  | Kim Phong      | D2     | 1    | 22  | 16 | 2 | 4 | 69 | 24 | 50 | —             | —       | —          | Vòng 2        | Thăng hạng |

## Thành tích
- Giải bóng đá hạng nhất Hồng Kông: 1
  - 1970–71
- Giải bóng đá hạng ba A Hồng Kông: 1
  - 1991–92
- Senior Shield Hồng Kông: 2
  - 1965–66, 1970–71, 1974–75, 1994–95
- FA Cup Hồng Kông: 2
  - 1976–77, 1994–95

## Đội hình hiện tại
Ghi chú: Quốc kỳ chỉ đội tuyển quốc gia được xác định rõ trong điều lệ tư cách FIFA. Các cầu thủ có thể giữ hơn một quốc tịch ngoài FIFA.
| Số | VT | Quốc gia    | Cầu thủ                        |
| -- | -- | ----------- | ------------------------------ |
| 1  | TM | Brasil      | Paulo Cesar da SilvaFP         |
| 3  | HV | Hồng Kông   | Tạ Vỹ Tuấn                     |
| 5  | HV | Brasil      | Correa Da Luz MauricioFP       |
| 6  | TV | Hồng Kông   | Chu Trác Phong                 |
| 7  | TV | Hồng Kông   | Trác Diệu Quốc                 |
| 8  | TV | Pháp        | Quentin Jean Henri LendresseFP |
| 9  | TĐ | Tây Ban Nha | DieguitoFP                     |
| 10 | TĐ | Hồng Kông   | Hứa Hồng Phong                 |
| 11 | HV | Hồng Kông   | Lâm Gia Lượng                  |
| 12 | TĐ | Hồng Kông   | Trịnh Triệu Quân               |
| 13 | TV | Hồng Kông   | Hừa Gia Lạc                    |
| 14 | TV | Hồng Kông   | Marco Wegener                  |

| Số | VT | Quốc gia    | Cầu thủ                 |
| -- | -- | ----------- | ----------------------- |
| 16 | HV | Hồng Kông   | Vương Vĩ Kiệt           |
| 17 | TV | Hồng Kông   | Quách Ngạn Đằng         |
| 19 | HV | Hồng Kông   | Tô Dương                |
| 20 | HV | Hồng Kông   | Roberto Fronza Beto     |
| 21 | HV | Hồng Kông   | Từ Hồng Kiệt            |
| 22 | TV | Hồng Kông   | Quách Tử Khải           |
| 23 | HV | Hồng Kông   | Lưu Tùng Vỹ             |
| 24 | HV | Hồng Kông   | Cao Thừa Ân             |
| 26 | TM | Hồng Kông   | Tiêu Lượng              |
| 27 | TM | Hồng Kông   | Diệp Gia Vũ             |
| -  | HV | Hồng Kông   | Kouta Jige              |
| -  | TV | Tây Ban Nha | Ernesto Gomez SanchezFP |

### Cầu thủ có nhiều quốc tịch
- Tô Dương (Cầu thủ nhập tịch)
- Lưu Tùng Vỹ (Cầu thủ nhập tịch, thi đấu cho đội tuyển bóng đá quốc gia Hồng Kông)
- Marco Wegener (Cầu thủ nhập tịch, thi đấu cho đội tuyển bóng đá quốc gia Hồng Kông)
- Roberto Fronza Beto (Cầu thủ nhập tịch)
- Kouta Jige (Cầu thủ nhập tịch)

### Số áo được vinh danh
Ghi chú: Quốc kỳ chỉ đội tuyển quốc gia được xác định rõ trong điều lệ tư cách FIFA. Các cầu thủ có thể giữ hơn một quốc tịch ngoài FIFA.
| Số | VT | Quốc gia  | Cầu thủ         |
| -- | -- | --------- | --------------- |
| 15 | HV | Hồng Kông | Trương Diệu Lân |